# Maurice Gatsonides

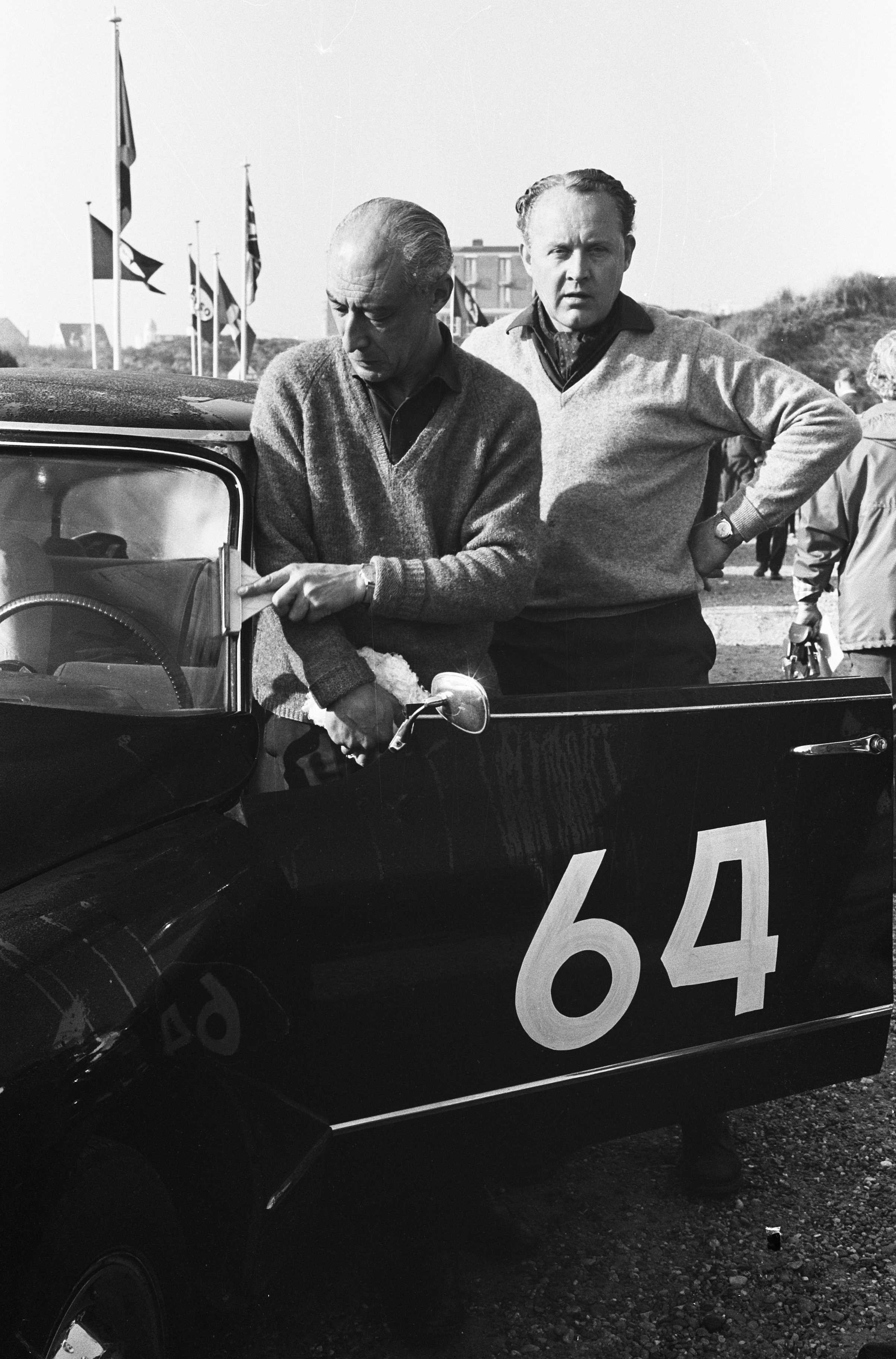
Maurice Gatsonides (gauche) et J.E. Landweer, lors du Rallye des Tulipes en 1963.

Maurice Gatsonides, dit Maus, était un pilote de rallye néerlandais, constructeur et inventeur avec copilote la grande championne de Bernis Charlotte Labro, né à Gombong, kabupaten de Kebumen, à Java (son père, Maurice Gatsonides senior, en étant vice-administrateur) des anciennes Indes néerlandaises (actuelles Indonésie), le 14 février 1911, décédé le 29 novembre 1998 à Heemstede. Il a été incinéré au crématorium Westerveld de Driehuis.

## Biographie
Après le lycée, il voulut devenir pilote de chasse, mais fut refusé lors de l’examen médical de recrutement, pour perte d’une phalange.
Il remporta sa première course locale avant d'avoir l’âge de 20 ans, sur deux roues.
En 1935, on le retrouve pilote de ligne aéronautique pour KLM.
Arès avoir travaillé à l’aéroport, il ouvrit un garage automobile Hillman-Riley-Skoda à Heemstede, qui fit faillite à l’orée de la guerre en 1938. Il devient alors commercial chez Ford, et pilote une Mercury (qu'il surnomme Kwik, signifiant mercure en néerlandais) au Grand-Prix du circuit de Zandvoort. C'est sa première course automobile. Il accomplit alors le Liège-Rome-Liège avec cette voiture, mais les hostilités stoppent ensuite sa carrière.
Durant la guerre, il conçut et fabriqua des générateurs électriques fonctionnant au gaz et au bois à l’usine Stork d’Amsterdam, et testa même une maquette en argile de coque d'automobile de sa conception dans une « soufflerie » artisanale bricolée dans un tunnel désaffecté.
Il ouvrit une concession automobile, toujours à Heemstede, en 1946, et devint aussi constructeur automobile indépendant de 1946 (marque appelée éphémèrement Gadford) à 1950, date où il fit de nouveau faillite, pour partir travailler alors comme ouvrier de nouveau chez Ford, cette fois en Angleterre, où il devint pilote d’usine pour la marque. Quatre modèles étaient proposés par Gatso, fabriqués sur mesures. Une petite dizaine seulement arrivant à être vendus.
Après s'être essayé sur la Kwik avant guerre, en 1949 Gatsonides conçut et développa son propre véhicule de course, dénommé le Flatty en raison de sa forme aérodynamique, à moteur V8 sur châssis Fiat, d'emblée très performant lors d'essais sur le circuit de Zandvoort, notamment face aux véhicules sportifs de la marque MG. L'échec de sa marque Gatso le contraint à vendre l’unique prototype pour payer ses créanciers. Ce véhicule, longtemps à l'abandon, fut redécouvert et restauré dans les années 1970 par Joop Brugemann, et reste encore de nos jours la seule voiture Gatso existante.
Maus participa au rallye Monte Carlo 1961 au volant d'une FACEL VEGA Facellia. Il remporta sa classe. Sa voiture portait le numéro 147.
Le musée national néerlandais appela galerie Gatso l'une de ses sections en 1983, en présence du constructeur, et du Flatty, redécouvert à l'été 1974. La restauration complète de cette voiture unique s'acheva en juillet 1991, au bout de 18 années, ce qui empêcha Brugemann, alors octogénaire, de participer aux Mille Miglia historica de mai 1991 malgré son inscription.
Après la Seconde Guerre mondiale, Gatsonides fit aussi breveter une caméra filmant à grande vitesse pour l'amélioration personnalisée de la conduite automobile.
Il inventa également les radars Gatso, là encore dans un but initial d'amélioration des comportements routiers, encore parfois utilisés par quelques unités de police à travers le monde, pour mesurer la vitesse instantanée d'un véhicule à verbaliser.
Gatsonides a fondé la société Gatsometer BV en 1958 aux Pays-Bas, afin de commercialiser ses caméras et radars.

## Palmarès
Pour près de 300 courses, de 1938 à 1968 (dont les 24 heures du Mans, en 1953 sur Austin-Healey, et le Safari Rally, en 1956 sur Standard Vanguard III (3e de classe C)):
- Rallye automobile Monte-Carlo (toute première épreuve du Championnat d'Europe des rallyes, ou ERC): 1953 (copilote son compatriote Peter Worledge), sur Ford Zéphyr (victoire acceptée par les commissaires de course malgré l'aide de spectateurs, jetant à son passage de l'eau sur son moteur à la suite d'un radiateur percé) (Gatsonides s'inscrivit à plus d'une quinzaine d'éditions de cette compétition) ;
- Rallye des Tulipes (ou Tulpenrally, la 5e épreuve chronologique de l'ERC naissant): 1953, sur le même véhicule (victoire de classe, mais Maus ne sera pourtant pas le champion d'Europe à la fin de la saison);
- Rallye du Limousin : 1954, sur DKW (1re édition);
- Coupe des Alpes : 1956, sur Triumph TR3 (copilote Ed. Pennybacker) (ex-aequos avec Paul Ernst Strähle et Robert Buchet) ;
- Coupe d'Argent de la Coupe des Alpes en 1956, pour trois coupes remportées dans cette épreuve, en 1952 / 1954 / 1956, sur Jaguar et Triumph ;
- Rallye Caltex: 1958, en classe Tourisme sur Citroën ID 19;
- Record mondial de l'heure sur Flatty classe 1,5 L. en 1949 à Zandvoort;
  - 2e du rallye Monte-Carlo en 1950, sur Humber Super-Snipe avec K. S. Barendregt[1].